# Chrysocharis sulcata
Chrysocharis sulcata is een vliesvleugelig insect uit de familie Eulophidae. De wetenschappelijke naam is voor het eerst geldig gepubliceerd in 1986 door Hansson.